# Académie des sciences de Moldavie
L'Académie des sciences de Moldavie (en roumain : Academia de Științe a Moldovei), est une institution scientifique fondée en 1946 dans la capitale de Chișinău en Moldavie. 
En 1946, l'URSS décide la création, par l'intermédiaire de l'Académie des sciences de Russie, d'une académie scientifique en Moldavie.
En 1954, l'Académie se lance dans d'importantes recherches axées sur la physique et les semi-conducteurs ainsi que sur la langue moldave et la littérature. 
Entre 1970 et 1981, l'Académie a publié huit volumes de l'Encyclopédie soviétique de Moldavie (en russe : Енчиклопедия советикэ молдовеняскэ).
L'Académie moldave coordonne les recherches dans tous les domaines relevant des sciences et de la technologie.  Il s'agit du premier centre de recherche fondamentale sur la nature et les sciences sociales en Moldavie. L'Académie de Moldavie gère également l'académisme de la langue moldave.